# Rajd Sojuz 1988
Rajd Sojuz 1988 (Ralli Sojuz 1988) – kolejna edycja rajdu samochodowego Rajd Sojuz rozgrywanego w ZSRR. Rozgrywany był od 3 do 5 czerwca 1988 roku. Rajd był trzecia rundą Rajdowego Pucharu Pokoju i Przyjaźni w roku 1988.

## Klasyfikacja rajdu
| Miejsce                        | Kierowca                       | Pilot                          | Samochód                       | Czas                           | Strata                         |                                |
| Klasyfikacja generalna i RPPiP | Klasyfikacja generalna i RPPiP | Klasyfikacja generalna i RPPiP | Klasyfikacja generalna i RPPiP | Klasyfikacja generalna i RPPiP | Klasyfikacja generalna i RPPiP | Klasyfikacja generalna i RPPiP |
| ------------------------------ | ------------------------------ | ------------------------------ | ------------------------------ | ------------------------------ | ------------------------------ | ------------------------------ |
| 1.                             | Joel Tammeka                   | Ants Kulgevee                  | Lada VAZ 2105 VFTS             | 1:58:29                        | -                              |                                |
| 2.                             | Nikolay Bolshikh               | Igor Bolshikh                  | Lada VAZ 2105 VFTS             | 1:58:46                        | +17                            |                                |
| 3.                             | Hardi Mets                     | Udo Mets                       | Lada VAZ 2105 VFTS             | 1:59:39                        | +1:10                          |                                |
| 4.                             | Ilmar Raissar                  | Rein Talvar                    | Lada VAZ 2105 VFTS             | 2:00:00                        | +1:31                          |                                |
| 5.                             | Pavel Sibera                   | Petr Gross                     | Škoda 130 LR                   | 2:00:48                        | +2:19                          |                                |
| 6.                             | Jānis Lavrinovich              | Raimondas Pokulis              | Lada VAZ 2105 VFTS             | 2:02:03                        | +3:34                          |                                |
| 7.                             | Vallo Soots                    | Toomas Putmaker                | Lada VAZ 2105 VFTS             | 2:03:19                        | +4:50                          |                                |
| 8.                             | Toomas Olbrei                  | Aarne Timusk                   | Lada VAZ 2105 VFTS             | 2:04:02                        | +5:33                          |                                |
| 9.                             | Boris Fedotov                  | Eduard Simiskar                | Lada VAZ 2105 VFTS             | 2:04:33                        | +6:04                          |                                |
| 10.                            | Leho Karjus                    | Hannes Vares                   | Lada VAZ 2105 VFTS             | 2:04:40                        | +6:11                          |                                |